# HD 219077
HD 219077 (HR 8829) és un estel de magnitud aparent +6,12 en la constel·lació del Tucà, Tucana. S'hi troba a 96 anys llum del sistema solar.

## Característiques físiques
HD 219077 és una nana groga de tipus espectral G8V. Té una temperatura efectiva de 5.362 ± 18 K i la seva lluminositat és 2,7 vegades superior a la del Sol. El seu radi pràcticament és el doble del radi solar —diverses fonts assenyalen una grandària entre un 94% i un 99% més gran— i gira sobre si mateixa amb una velocitat de rotació projectada de 1,9 km/s.
Amb una massa entre 0,81 i 1,06 masses solars, és un estel antic amb una avançada edat de 8.270 - 8.900 milions d'anys. Com la major part dels estels del nostre entorn, és un estel del disc fi.

## Composició química
HD 219077 mostra una abundància relativa de ferro inferior a la del Sol ([Fe/H] = -0,13). Altres elements avaluats com carboni, magnesi i silici, són també una mica deficitaris en relació als nivells solars. Amb la finalitat d'estudiar la composició d'hipotètics planetes terrestres, s'han avaluat les relacions C/O i Mg/Si en HD 219077. La relació C/O és 0,55, cosa que implica que, igual que a la Terra, el silici sòlid fonamentalment s'hi trobaria formant quars i silicats. La relació Mg/Si —que controla la composició exacta dels silicats de magnesi— és 1,15, per la qual cosa els silicats presents són predominantment olivina i piroxè, en una seqüència de condensació semblant a la solar. D'existir planetes terrestres, caldria esperar que tingueren una composició semblant a la de la Terra.